# Institut Balear de Turisme
L'Institut Balear de Promoció del Turisme (IBATUR) és una empresa pública depenent de la Conselleria de Turisme del Govern de les Illes Balears creada l'any 1989 (Decret 67/1989, de 22 de juny). S'ocupa, en línies generals, de tot allò relacionat amb la promoció interior i exterior de l'oferta turística balear.

## Organització
L'IBATUR és dirigit per un president, el Conseller de Turisme, un vicepresident, que és el director general competent en promoció turística, i un consell de direcció. Aquest està integrat pel Secretari General i el director general amb competències d'ordenació turística, un representant de la Presidència del Govern, un representant de la Conselleria d'Hisenda, i un representant de la Conselleria de Comerç.
L'òrgan de gestió és el director o directora gerenta, nomenat lliurement pel Conseller de Turisme. Han estat gerents d'aquest organisme:
- Celestí Alomar (1990-1991).[1]
- Ina Martínez (1999-2000).[2]
- Juan Carlos Alía, en època de Jaume Matas, que el 2004 hagué de dimitir del seu càrrec afectat pel Cas Rasputín.[3]
- Raimundo Alabern De Armenteras.[4]

L'actual directora és Susanna Sciacovelli.

## Funcions
D'acord amb l'article 2.5 del Decret 6/2004, de 23 de gener, són funcions de l'IBATUR:
1. Promocionar l'oferta turística les Illes Balears als mercats nacional i internacional, en el marc de la política turística del Govern de les Illes Balears.
2. Coordinar, impulsar, gestionar i executar les activitats de promoció turística interior i exterior.
3. Fomentar i impulsar les iniciatives i activitats del sector turístic en ordre a la promoció del turisme balear.
4. Establir convenis i concerts amb institucions públiques i privades per a la creació, la coordinació i el desenvolupament d'accions encaminades a la promoció turística interior i exterior.
5. Qualsevol altra que tengui per objecte la promoció i la comercialització òptimes dels productes turístics de les Illes Balears.